# Mehdi Mehdipour
Mehdi Mehdipour (en persa: مهدی مهدی‌پور‎; Isfahán, 25 de octubre de 1994) es un futbolista iraní que juega en la demarcación de centrocampista para el Esteghlal FC de la Iran Pro League.

## Selección nacional
Tras jugar con la selección de fútbol sub-17 de Irán, la sub-20, y la sub-23, finalmente el 24 de marzo de 2022 hizo su debut con la selección absoluta en un encuentro contra Corea del Sur que finalizó con un resultado de 2-0 a favor del conjunto surcoreano tras los goles de Kim Young-gwon y Son Heung-min.

## Clubes
| Club               | País | Año       | Partidos | Goles |
| ------------------ | ---- | --------- | -------- | ----- |
| Rah Ahan Yazdan FC | Irán | 2013-2014 | 6        | 0     |
| Zob Ahan FC        | Irán | 2014-2018 | 97       | 2     |
| Tractor SC         | Irán | 2018-2019 | 49       | 3     |
| Zob Ahan FC        | Irán | 2019-2020 | 23       | 0     |
| Esteghlal FC       | Irán | 2020-     | 79       | 4     |

## Palmarés

### Títulos nacionales
| Título            | Club         | País | Año  |
| ----------------- | ------------ | ---- | ---- |
| Copa Hazfi        | Zob Ahan FC  | Irán | 2015 |
| Copa Hazfi        | Zob Ahan FC  | Irán | 2016 |
| Supercopa de Irán | Zob Ahan FC  | Irán | 2016 |
| Iran Pro League   | Esteghlal FC | Irán | 2022 |
| Supercopa de Irán | Esteghlal FC | Irán | 2022 |